# المجمع المغلق

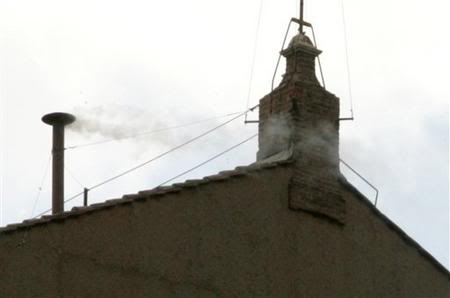
الدخان الأبيض الصادر من مدخنة كنيسة سيستينا لإعلان أن المجمع المغلق قام بانتخاب البابا (أخذت هذه الصورة عند اختيار البابا بندكت السادس عشر).

المجمع المغلق هو الطريقة الرسميّة والمعتمدة منذ القرن الثاني عشر لانتخاب بابا الكنيسة الكاثوليكية، الجذر اللغوي في أغلب اللغات الأوروبية يأتي من كلمة كونكلاف اللاتينية التي تعني «المجمع المغلق»، وباتت تطلق على الخلوة الانتخابية الخاصة لانتخاب البابا. نشأت طريقة المجمع المغلق، لحث الكرادلة على الإسراع في مهمتهم ومنعًا لإطالة فترة شغور الكرسي الرسولي وما يرافق ذلك من نشوء خصومات ومنافسات وتضعضع في الأجهزة الإدارية وفقدان الثقة كما يرى المطران حبيبي باشا، كما أنها كانت في السابق وسيلة فعالة لتحاشي ضغوط الأباطرة كما كان يجري في القرون الوسطى المبكرة، وإن فشل المجتمع بتلافيها كليًا.
من المفترض، أن المجمع يحاط بسريّة كاملة، فلا يشترك به أحد سوى الكرادلة الناخبين وبعض الأطباء والمعاونين. ويمنع على الكرادلة الاتصال بالعالم الخارجي خلال انعقاد المجمع ويتلو جميع الحاضرين قسمًا بهذا الخصوص، بيد أن ذلك لم يمنع من ظهور تقارير وتكهنات حول المجامع المتتابعة وأحداثها، علمًا أنه من حق الكرسي الرسولي إماطة اللثام عن بعض أحداثها. وينظم شؤون المجمع قانون خاص أصدره البابا يوحنا بولس الثاني عام 1996 وهو نسخة عدلت تعديلات طفيفة قانون سابق كان قد أصدره البابا بولس السادس عام 1975 الذي بدوره يعتبر قانونه تعديلاً لقانون بيوس الثاني عشر عام 1974، أما أقدم قانون فهو قانون الانتخاب الصادر عام 1274. وقد أجرى البابا بندكت السادس عشر بضعة تعديلات على القانون الانتخابي عام 2007. ولا يشترك في عملية الانتخاب سوى الكرادلة الذين لم يتجاوزوا الثمانين من العمر، وبموجب الدستور الرسولي فإن عدد الكرادلة الناخبين لا يجوز أن يتجاوز 120 كاردينالاً موزعين من جميع قارات العالم.

## التاريخ

### قبل المجمع
إن المجمع المغلق، هو من القضايا التي استحدثت بضرورة تطور بنية الكنيسة الكاثوليكية، وبدأ فعليًا مع البابا غريغوري العاشر عام 1274. وأما قبل ذلك فإن البابوات كانوا ينتخبون بإجماع الشعب والإكليروس أي الكهنة والرهبان في روما، كما جاء في رسالة للقديس قبريانوس ترقى لعام 252 إثر انتخاب البابا كورنيلوس قال فيها: «لقد أقيم كورنيليوس حبرًا، بإرادة الله ومسيحه، وبشهادة الإكليروس كله تقريبًا ومبايعة الشعب الحاضر ورضى مجلس الكهنة والأعيان». غير أن هذا «الانتخاب الشعبي» واجهته صعوبات جمّة مع تكاثر عدد المسيحيين وهيمنة المصالح السياسية وسواها، بل إنه في القرون الوسطى المبكرة كانت النزاعات والخصومات السياسيّة هي من تحدد طريق انتخابات البابا، وكانت الأزمات التي تنشأ على خلفية التحزّب بين الكرادلة قد ولدت حالات شغور تصل إلى شهور وسنين. ومع منتصف القرن الحادي عشر بات من الأعراف الرسميّة وكما هو الحال في الإمبراطورية البيزنطية ألا ينصب البابا إلا بموافقة الإمبراطور، وإن كان الإمبراطور في روما يشرف بنفسه على الانتخابات. وكانت الأسرة الإمبراطورية وإمراؤها، لهم دور بارز في تزكية هذا الاسم أو ذاك، ولم يغب طموح الكرادلة تحالفاتهم مع السلطة للوصول إلى المنصب، وتشمل القرون الوسطى أسماء عديدة للباباوات تعرضوا للسجن أو النفي والاعتقال.
في سنة 1059 أصدر البابا نيكولا الثاني أول قانون لانتخاب البابا، حصر فيه الحق على الكرادلة تاركًا لسائر الشعب والإكليروس الموافقة الشرفيّة والشكليّة فقط، علمًا أن الكرادلة حينها كانوا ينقسمون ثلاث فئات أساقفة وكهنة وشمامسة. وفي عام 1179، إنعقد المجمع اللاتراني الثالث وأدخل البابا ألكسندر الثالث بضع تعديلات أخرى، وفرض أغلبية الثلثين شرطًا لصحة الانتخاب وأسقط نهائيًا دور الإكليروس والشعب في الانتخاب. غير أن هذين القانونين لم يشملا أي ما يشير إلى المجمع المغلق.

### تأسيس المجمع

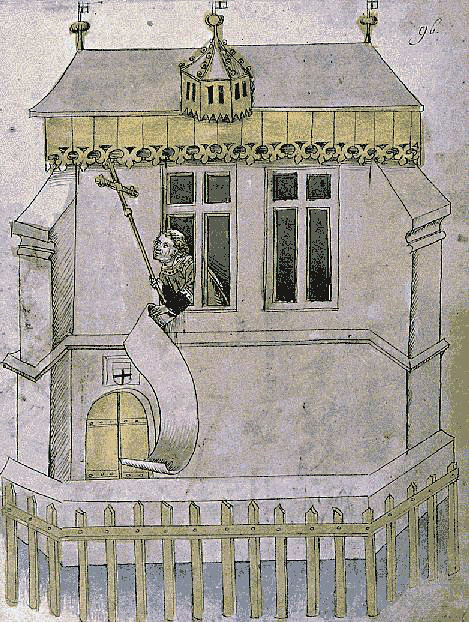
إعلان انتخاب البابا من المجمع المغلق، وترقى الصورة لعام 1415.

كان حصر الحق بيد الكرادلة سببًا في سجن أو اغتيال بعضهم، ممن تعرف ميولهم الانتخابية أو ذوي الشعبية بين أقرانهم. وإلى جانب ذلك فقد شهد القرن الثالث عشر خلافات حادة بين الكرادلة وفشل انتخابي، جرى في أعقاب وفاة البابا إينوسنت الثالث عام 1216 وغريغوري الرابع عام 1241 وسلستين الرابع في العالم نفسه. لذلك، قامت السلطة المدينة بحجز الكرادلة حجبًا للضغوط واستعجالاً للانتخاب، وكانت تلك أولى مظاهر المجمع المغلق.
في عام 1268 توفي البابا كلمنت الرابع في مدينة فيتربو واستمرّ شغور الكرسي الرسولي بعده سحابة ثلاثة أعوام وهي أطول فترة شغور عرفها الكرسي الرسولي، ومع استمرار انقسام الكرادلة أمر حاكم المدينة احتجاز الكرادلة وتشديد الحراسة عليهم والتضييق في الطعام والشراب، فكانت النتيجة انتخاب البابا غريغوري العاشر سريعًا. ما إن تولى البابا الكرسي البابوي، حتى أخذ يعد قانونًا جديدًا لتنظيم خلافته، وانتخز فرصة انعقاد مجمع ليون الثاني عام 1274 لإقرار دستوره الجديد وفيه وردت لأول مرة لفظة كونكلاف أي مجمع مغلق. ويقضي قانون 1274، أن يجتمع الكرادلة بعد عشرة أيام من وفاة البابا في المدينة التي توفي فيها، داخل قصر جميع أبوابه ونوافذه مقفلة من الخارج، لا يدخله بشر ولا شيء ما عدا الطعام تحت طائلة الحرم الكنسي، فإذا انقضت ثلاث أيام ولم يتم الانتخاب اقتصر الطعام على وجبة واحدة في النهار، وإذا انقضت مدة الخمسة أيام بات على الكرادلة الاكتفاء بالخبز والماءو الخمر، كما يتوقف طوال فترة الانتخاب تقديم الأموال أو الرواتب أو مدخلات إلى الكرادلة.
هذه الإجراءات «الصارمة» أسفرت في الحال عن النتيجة المبتغاة في أعقاب وفاة البابا غريغوري العاشر عام 1274 إذ انتخب خلفه إينوسنت الخامس في اليوم التالي لانعقاد المجمع. وبعد وفاة إينوسنت الخامس قرر خليفته إدريان الخامس إدخال تعديلات للتخفيف من قيود الانتخاب لكنه توفي قبل تحقيق غايته، وعندما خلفه البابا يوحنا الحادي والعشرون أمر بوقف العمل بقانون المجمع المغلق وتوفي دون أن يضع بديلاً له فطالت الانتخابات البابوية من بعده ستة أشهر اضطر معها حاكم فيتربو من جديد وضع الكرادلة في حجز لإنجاز مهمتهم. ثم أعاد البابا سلستين الخامس عام 1294 قانون العام 1274 للتطبيق ولم يوقف العمل منذ ذلك الحين بطريقة المجمع المغلق.

### في القرون الوسطى والحديثة
في عام 1562 عدّل البابا بيوس الرابع بعض مواد القانون، وعدد الكرادلة إلى سبعين إشارة إلى مجلس حكماء بني إسرائيل الذي كان يعاون موسى النبي في شؤون الإدارة. قام البابا غريغوري الخامس عشر عام 1621 بإضافة فصول تتعلق بمراسم الافتتاح وتحديد الأعضاء المنتخبين وطريقة الاقتراع وسبل معالجة الأمور الطارئة في حال وقوعها، على سبيل المثال سمحت تعديلات غريغوري الخامس عشر عقد المجمع خارج روما إذا دعت لذلك أحوال سياسيّة أو حرب أو احتلال أو وباء، وهو ما حصل فعلاً لبيوس السادس عام 1798. فمع فتوح نابليون الأول والفترة الحرجة التي عانت منها الكنيسة حينها، سمح البابا بعقد المجمع ليس فقط خارج روما بل خارج إيطاليا إن لزم الأمر. وأدخل أيضًا كثيرًا من التعديلات المخففة والتسهيلات التي أوجبتها ظروف تلك الأيام، وقد توفي البابا في المنفى في مدينة فالاناس الفرنسية وانتخب خلفه بيوس السابع في البندقية. كسلفه، عدّل البابا بيوس السابع قانون الانتخاب البابوي عامي 1807 و1809، وقام البابا بيوس التاسع بثلاث تعديلات مخففة لشروط الانتخاب أعوام 1871 و1874 و1877 خلال فترة حروب توحيد إيطاليا.

### القرن العشرين
أراد البابا ليون الثالث عشر وضع دستو جديد تمامًا يحاكي دستور 1274، بصفة عصريّة وأعد نصوصه عام 1882، لكنه لم ينشره وفي عام 1904، أصدر خليفته بيوس العاشر دستورًا جديدًا بالكامل أنهى العمل بدستور 1274 وتعديلاته. تكون الدستور الجديد من قمسين، الأول له علاقة بتنظيم الفترة الانتقالية وصلاحيات الكرادلة ومراسيم الدفن والأصول المرعية في «الأيام التسعة» من بعد وفاة البابا، وفي القسم الثاني النواحي المتعلقة بالمجمع المغلق ومراسيم الانتخاب، وقد عدّل البابا بيوس الحادي عشر عام 1922 هذا الدستور بضعة تعديلات طفيفة، ثم عاد بيوس الثاني عشر ووضع دستورًا ثالثًا من 108 مواد، تلاده دستور بولس السادس عام 1975، وأخيرًا دستور يوحنا بولس الثاني عام 1996، وهو خامس الدساتير. وعمومًا، فإن دساتير بيوس الثاني عشر وبولس السادس ويوحنا بولس الثاني متشابهة للغاية ولا تغدو الاختلافات فيها سوى بضعة فروق طفيفة بداعي تطور الأزمنة.

## خطوات المجمع

### وفاة البابا

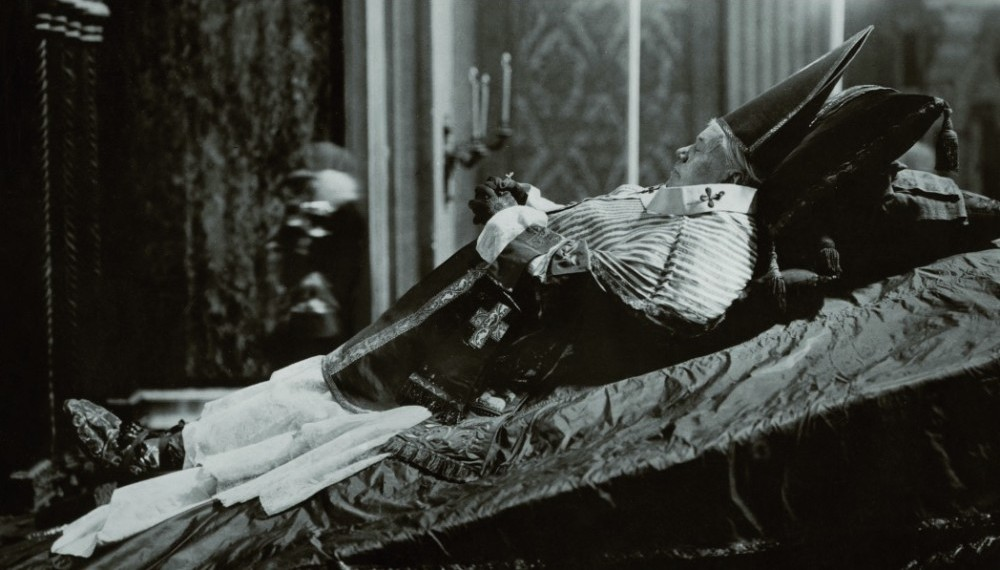
جثمان البابا بيوس العاشر، مسجّى في الكاتدرائية.

يصدر الفاتيكان دوريًا بيانات عن صحة البابا، وفي حال تدهور صحته أو دخوله مرحلة الاحتضار أو منحه سر المسحة المقدسة التي تمنح عادة في الأمراض الخطيرة أو لدى منحه القرابة الأخيرة يصدر الفاتيكان بيانات تشير إلى ذلك وتدعو الكاثوليك للصلاة للبابا. عادة ن يقوم كاهن غرفة البابا أو أمين سرّه الخاص منحه سر المسحة الأخيرة ولا يحضر هذه الطقوس سوى ذوي قربى البابا وأعضاء غرفته الخاصين والأطباء ومعاونيه المقربين وغالبًا كبار الكرادلة ورؤساء الرهبانيات. ويظلّ هؤلاء مرافقين للبابا، حتى إذا ما توفي، يتقدم حسب البروتوكول كبير الأطباء ليتحقق من الوفاة وعند إعلانها يجثو الأحياء الموجودين في الغرفة ويتلون المزمور 29. في السابق، كانت يتم مناداة البابا باسمه القبل حبري ثلاث مرّات مع طرق جبهته بمطرقة خشبية للتأكد من الوفاة ويقوم بالأمر أمين السر. وبعد إشهار النبأ يغطى وجه البابا بنسيح أبيض وتبدأ من كابيلا الغرفة البابوية القداسات المتوليّة لراحة نفسه. وفي اليوم ذاته، يتم تغسيل جثمان البابا وإلباسه الثياب الحبريّة وتوقد حوله أربع شمعات ويحرسه اثنان من الحرس السويسري ويقوم سكرتير البابا وهو أعلى سلطة مؤقتة في الكنيسة الكاثوليكية، بخلع خاتم الصيّاد الخاص بالبابا وإتلافه بحضور الكرادلة في القصر الرسولي لمنع توقيع أو تزوير أي وثيقة أو مرسوم.
عشية اليوم الأول لوفاته، ينقل الجثمان إلى الكنيسة السيستينية وتترافق الليلة مع القداسات المتوالية وحضور شعب روما، وتنظّم التقاليد والقوانين الخاصة لهذه المناسبة الكثير من تفاصيلها الدقيقة. وفي اليوم التالي، ينقل الجثمان إلى كاتدرائية القديس بطرس تحديدًا إلى مصلّى القربان الأقدس حيث يعرض ثلاثة أيّام كاملة أمام شعب روما، في حين يختم باب غرفة البابا بالشمع الأحمر وتغلق نوافذه علامة الحداد، وينشر على باب الكاتدرائية إعلان كبير بالأسود والأبيض ينعى البابا إلى شعب روما، وتنكّس الأعلام الفاتيكانية والإيطاليّة.
وبعد الأيام الثلاثة، يوضع البابا في تابوت مثلّث، الأول من خشب السرو المبطن بالحرير الأحمر والثاني ملبس بالرصاص والثالث من خشب السنديان. ويتولى عميد مجمع الكرادلة مهام رئاسة حفل الجنازة الذي يتم في كاتدرائية القديس بطرس أو ساحة القديس بطرس، وبعد القدّاس الجنائزي يدفن البابا في سراديب الكاتدرائية أو في المكان الذي يختاره شخصيًا بوصيته التي تقرأ على الكرادلة خلال الأيام الثلاثة لعرض جثمان البابا، والتي تترافق أيضًا مع القداسات وتلاوة المسبحة الورديّة.

### التئام المجمع ومباشرة أعماله

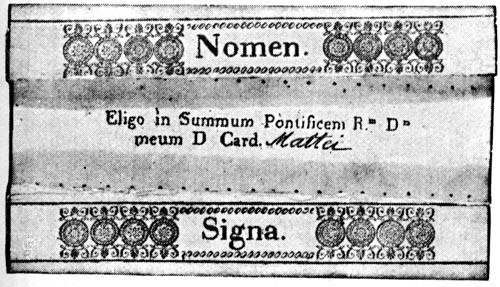
نموذج للبطاقة الانتخابية، مكتوبة باللاتينية.

ينعقد المجمع الانتخابي بعد خمسة عشر يومًا من وفاة البابا، هي أيام الحداد الرسمي على البابا الراحل. يقوم عميد المجمع واثنين من مساعديه، بتلاوة قانون الانتخاب لعام 1996 على الكرادلة وتذكر بالتفاصيل طريقة انتخاب الحبر الأعظم، والمراسيم المرافقة للعملية بإسهاب. الفترة السابقة للمجمع، تستثمر أيضًا في عقد التحالفات بين الكرادلة من جهة ووصول كرادلة الأقطار البعيدة من جهة ثانيّة، خصوصًا قبل تطور وسائل النقل إذ يعود هذا التقليد لبداية القرن العشرين حين شُرع بتعيين كرادلة من الولايات المتحدة وأستراليا. ومنذ العام 1492 ينعقد المجمع في الكنيسة السيستينية، ويحق لعميد المجمع بمشاورة الكرادلة تغيير مكان الانعقاد في حال وجود ظروف طارئة. تطلى عادة نوافذ الكنيسة لمنع إرسال أي إشارات من الخارج وتركب أجهزة تشويش لتعطيل أدوات الاتصال والتنصّت بمختلف أنواعها، ويتولى الحرس السويسري تفريغ المكان سوى من الكرادلة ومعاونيهم، ولا يسمح بإدخال أي شيء لهم خلال انعقاد المجمع إلا الطعام والشراب. يحق فقط لسكرتير البابا ورئيس الاحتفالات الرسولية وراهب للاستماع إلى الاعترافات وطبيبات والعدد الكافي من الخدّام الكنسيين البقاء داخل الفاتيكان خلال فترة انعقاد المجمع. أما إقامة الكرادلة فتكون في القصر الرسولي الذي يغلق بدوره أيضًا.
قبل التوّجه إلى الكنيسة السيستينية يجتمع الكرادلة في كاتدرائية القديس بطرس، ويتم إقامة القداس الإلهي «لاستمطار مواهب الروح القدس»، ويحتفل بالقدّاس عميد المجمع وفي إثره يتجه الجمع نحو الكنيسة السيستينية وراء الصليب في حين تنشد الجوقة: «'"هلّم أيها الروح الخالق..."'». تستمر الصلاة حتى يأخذ الكرادلة أماكنهم، فإذا ما تم الأمر يطلب رئيس المجمع خروج غير الكرادلة الناخبين وإغلاق الأبواب بعد حصر الموجودين والتأكد من هوياتهم، وبعد الانتهاء من هذه المراسيم، يقسم الكرادلة واحدًا تلو الآخر على احترام البابا المنتخب والامتثال لأوامره وعدم إفشاء أي سر يخصّ المجمع وقسم آخر يتعلق بعدم إدخال السلطة المدنية لا عن طريق المنع أو النقص أو التمني في عملية اختيار الحبر الأعظم.
وتتم في كل صباح ومساء جولتي اقتراع على كل وراقة اقتراع كتب باللاتينية: «أنتخب حبرًا أعظم، سيدي الوافر الاحترام الكاردينال....». ويتجه كل كاردينال بعد مناداته بالاسم، إلى المذبح الرئيسي قبالة أيقونة الدينونة الأخيرة، حيث يكون كأس القربان موضوعًا ومغطى بصحن القربان، ويجب على كل كاردينال رفع الصحن وإبراز الورقة الانتخابية فوق رأسه مرددًا:
| المجمع المغلق | يشهد السيّد المسيح الذي سيدينني، أني أنتخب الذي أرى أمام الله، من واجبي انتخابه. | المجمع المغلق |

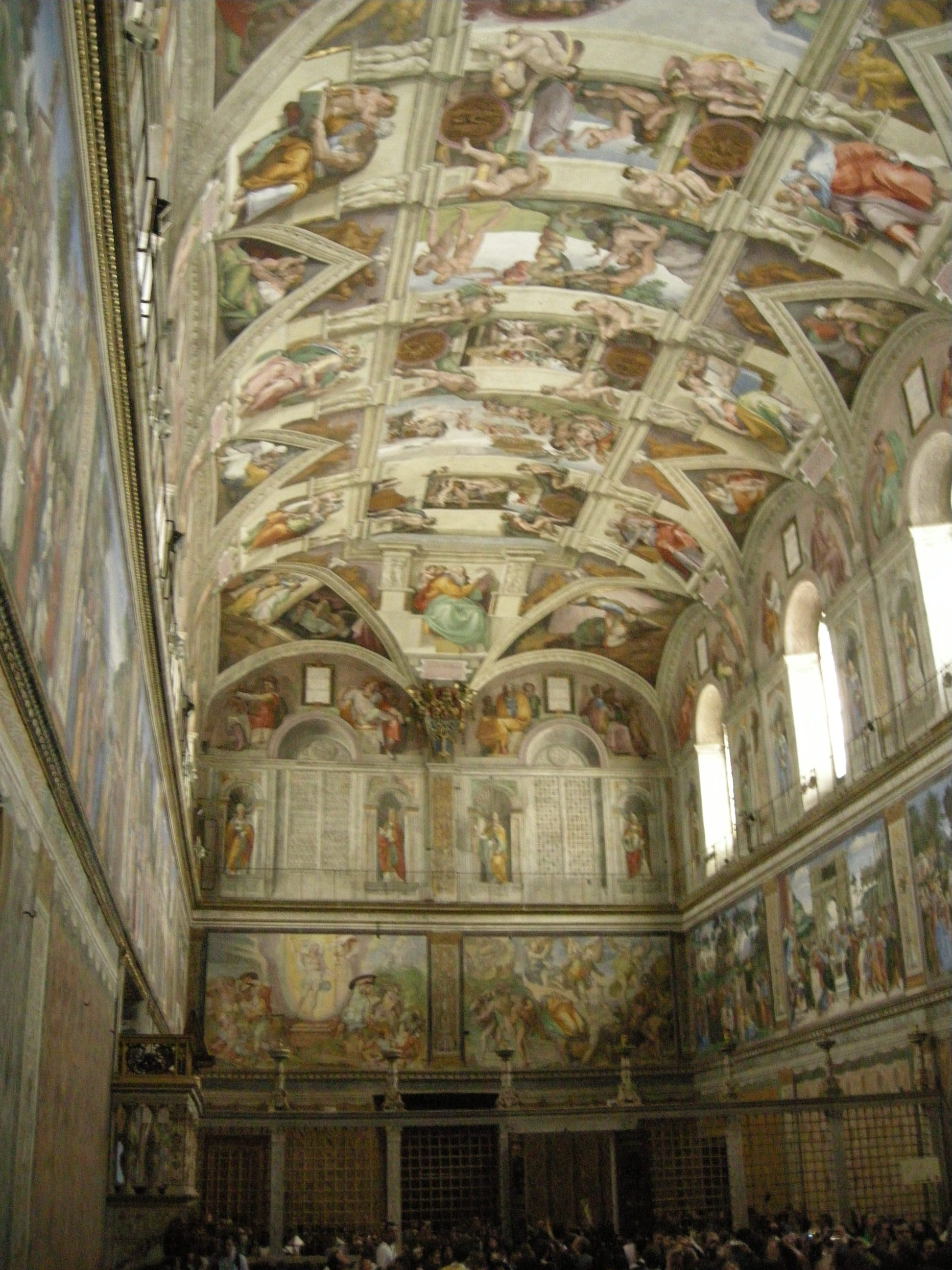
الكنيسة السيستينية المكان التقليدي لانعقاد المجمع المغلق منذ 1492.

ويلقي الرقعة في الكأس ويعيد الصحن إلى ما كان عليه. يتم إحصاء عدد الأصوات، للتأكد من مطابقتها عدد الحاضرين قبل الشروع بالفرز، وكلما فرزت ورقة ثقبت وأدخلت في خيط، فإذا لم يحقق أحد الكرادلة الأغلبية المطلوبة تلف الأوراق بشكل إكليل ويحرق كل دورتين في موقد مضافًا إليه موادًا خاصة فينعث دخان أسود من فوهة الموقد على سطح الكنيسة، إشارة إلى فشل انتخاب البابا. حيث تجتمع بالترافق مع دورات الاقتراع الحشود في ساحة القديس بطرس. علمًا أنه بعد اليوم الثالث من بدأ المجمع، تسقط أغلبية الثلثين ويتكفى بأغلبية النصف زائدًا واحدًا، وبعد خمسة عشر يومًا يكتفى بالأغلبية البسيطة أو بحصر التصويت بالشخصين الأعلى شعبيّة بين الكرادلة. هناك طرق أخرى متروكة لعميد المجمع ومساعديه، في حال تعذر الكرادلة انتخاب البابا سريعًا، ولا يجوز بموجب قانون 1996 انتخاب من تجاوز الثمانين من العمر.

### انتخاب البابا
عندما يتم انتخاب البابا، يسأل عميد المجمع المنتخب إذا ماك ان يقبل المهمة، فإذا قبل يسأله عن الاسم البابوي الذي يختاره. في السابق، كانت تظلل مقاعد الكرادلة قبّة مخملية خضراء، فإذا ما تمت عملية الانتخاب استخدم الكرادلة زرًا خاصًا على المقعد لإزالة القبة في حين تبقى قبة المنتخب رمزًا للسلطة. يتبادل المنتخب التهاني مع الكرادلة، أما عميد المجمع فيحرق الأوراق الانتخابية مع مواد خاصة حينئذ ينبعث دخان أبيض من المدخنة إخطارًا بانتخاب البابا، يترافق ذلك مع قرع أجراس الكاتدرائيّة وكنائس روما احتفالاً. ينتقل البابا إلى الطابق الثاني من كاتدرائية القديس بطرس ويرتدي فيها اللباس الحبري الخاص بالإطلالة الأولى للمنتخب، وهي مفصّلة سلفًا على ثلاثة مقاييس يختار المنتخب أكثرها تناسبًا. وبعد انتهاء تجمع الحشود يطلّ أحد أساقفة الفاتيكان أو الكرادلة أو عميد المجمع ليعلن انتخاب البابا، ويبدأ بالعبارة التقليدية باللاتينية: «إني أبشركم بفرح عظيم، لقد أصبح لدينا بابا». وبعد الإعلان بهذه الطريقة، يخرج المنتخب يتقدمه الصليب ويحي الجموع ويلقي البركة التقليدية الأولى مع الصلاة التقليدية المعنونة «إلى المدينة والعالم» (باللاتينية: Urbi et Orbi).
في اليوم التالي للانتخاب، يحتفل البابا بقدّاسه الأول في الكنيسة السيستينية بحضور الكرادلة فقط ويتم في القداس إلقاء الكرادلة بشكل علني قسم الطاعة للبابا الجديد، وكذلك يلقي البابا عظته الأولى التي يذكر فيها عادة سبب اختيار اسمه البابوي.

### حفل التنصيب
كان حفل التنصيب في السابق، حفل تتويج يرتدي فيها البابا «التيرا» وهو التاح المثلث الطبقات. غير أن البابا بولس السادس ألغى التيرا وجاء يوحنا بولس الأول فاستبدل حفل التتويج بحفل التنصيب. يقام الحفل عادة في كاتدرائية القديس يوحنا اللاتراني وهي كاتدرائية روما الأساسيّة، ويستلم فيها البابا مفاتيح الكاتدرائية رمزًا لتسلم أسقفيتها رسميًا، ويتم توشيحه بالباليوم. لا يوجد رتبة خاصة للتنصيب بل تأتي ضمن سياق القداس الإلهي بشكل عام، ويحضر الحفل الرؤساء وقادة الدول من مختلف أنحاء العالم، ويتم الحفل عادة في يوم الأحد الأول بعد الانتخاب.

## الطرق الأخرى
من الممكن، خلال المجمع المغلق أن يتم «الانتخاب بالتزكيّة»، والذي يسمى أيضًا المبايعة أو الإلهام. وتقوم هذه الطريقة بأن يعلن الكرادلة الناخبون بالإجماع وتلقائيًا «وكأنما بإلهام من الروح القدس» اسم أحدهم ليكون حبرًا أعظم، بيد أن هذه الطريقة لا تصحّ إلا داخل المجمع المغلق وباستخدام لفظ «أنتخب» ويجب موافقة جميع الكرادلة الحاضرين ويشترط ألا يكون قد سبق هذا الإعلان التلقائي أي مفاوضة مسبقة. أيضًا فإنه في الحالات الاستثنائيّة يمكن أن يلجأ إلى الانتخاب بالتسويّة، وهي بأن يعهد الكرادلة إلى بعضهم مهمة الانتخاب، ويشترط في لجنة التسويّة أن يكون عددها بين التسعة والخمسة عشر لا أكثر، وأن تتم بموافقة جميع الكرادلة من خلال توقيعهم على صك التوكيل ويتعيّن في الصك نفسه تحديد طريقة الانتخاب بالإجماع أم الثلثين أم الأغلبية البسيطة فقط، ويحق في إطارها انتخاب كهنة خارج المجمع أو أساقفة، على أن يمنح رتبة أسقف بمرسوم الكاهن المنتخب، وهو تقليد أدرجه يوحنا الثالث والعشرون.

## مواقع خارجية
- الانتخابات البابوية - من الموسوعة الكاثوليكية. (بالإنجليزية)
- كيف يختار بابا الكاثوليك؟ - من تاريخ الأقباط.